# 熱血司祭
『熱血司祭』(ねっけつしさい、朝: 열혈사제)シーズン1は、2019年2月15日から4月20日まで韓国・SBSにて放映されたテレビドラマ。ある日、元対テロ特殊要員の司祭が父のように慕った恩師の謎の死を捜査していくうちに、大企業の不正を暴いていく痛快アクションコメディドラマ。視聴率は初回10.4%、最終回22.0%。全20話。その年のSBS演技大賞では、出演のキム・ナムギルが大賞を受賞するなど8冠を独占した。キム・ナムギルは、第46回韓国放送大賞演技者部門でも個人賞を受賞した。

## あらすじ
過去、対テロ特殊要員であったへイル (キム・ナムギル)は、ある任務で失敗し、辞職した。へイルが酒に溺れ倒れているところを、イ・ヨンジュン司祭(チョン・ドンファン)が助けてくれた。それから司祭の道へ進むが、憤怒調節障害を患っていた。それからして程なく、元ヤグザで実業家のファン・チョルボム(コ・ジュン)がへイルが勤める教会にまで妨害し始めた。しかしある日、実の父のように慕う恩人であるイ・ヨンジュンが謎の死を遂げた。それをへイルは受け入れられず、自らその死を暴こうとする。

## キャスト
- キム・へイル：キム・ナムギル

クダム聖堂司祭／元国家情報院、対テロ特殊要員
過去のトラウマから怒りを抑えられず問題行動多数。心の師であるイ・ヨンジュン神父の死因を追求するため立ち上がる。
- ク・デヨン：キム・ソンギュン

クダム警察署協力班刑事
ヨンジュン神父の死亡事件を機に、ヘイルらと実態解明に本腰を入れる。
- パク・キョンソン：イ・ハニ

ソウル中央地検特捜部検事
出世のためには権力側につくこともあったが、ヘイルと出会い意識が変化し始める。
- ファン・チョルボム：コ・ジュン

テボン貿易代表。
典型的企業ヤクザ。
- ソ・スンア：クム・セロク

元セパタクロー選手の熱血新米刑事。
- チョン・ドンジャ：チョン・ヨンジュ

クダム区長。
- カン・ソクテ：キム・ヒョンムク

部長検事。
- ナム・ソック：チョン・インギ

署長。
- パク・ウォンム：ハン・ギジュン

国会議員。
- イ・ヨンジュン：チョン・ドンファン

主任神父。
チョルボムに圧力をかけられ、不可解な死を遂げる。

## スタッフ
- 脚本：パク・ジェボム
- 演出：イ・ミョンウ[4]

## 日本での放送
KNTVでは2019年8月9日から全20話の日本初放送が行われ、衛星劇場では2020年2月18日から全20話の放送が行われた。